# 徹奇斯特雷頓
徹奇斯特雷頓（Church Stretton）是位於英格蘭什羅普郡的一個小鎮，位於舒茲伯利以南13英里（21），盧的洛以北15英里（24）。2011年人口普查時，徹奇斯特雷頓有人口4,671人。